# The American Statistician
The American Statistician ist eine vierteljährlich erscheinende Fachzeitschrift, die im Verlag Taylor & Francis im Auftrag der American Statistical Association erscheint. Die Aufsätze durchlaufen einen Peer-Review-Prozess vor der Veröffentlichung. Chefredakteur ist (Stand 2022) Joshua M. Tebbs, Professor für Statistik an der University of South Carolina.

## Redaktion
Als Herausgeber (Chef-Redakteur) amtiert Joshua M. Tebbs, der dabei von Janet Wallace unterstützt wird. Manager des Journals ist Eric Sampson. Um den Bereich der Rezensionen kümmern sich Adrian Dobra und Jamie Hutchens. Es gibt eine personell sehr umfangreich besetzte Redaktion.

## Geschichte
Die Zeitschrift The American Statistican geht auf das zwischen 1938 und 1947 erschienene American Statistical Association Bulletin zurück.